# Duisburg-Meiderich/Beeck
Meiderich/Beeck ist ein Stadtbezirk von Duisburg. Er ist 1975 im Zuge der kommunalen Neuordnung entstanden.
Am 31. Dezember 2023 lebten 74.410 Menschen auf einer Fläche von 30,28 km² in diesem Bezirk. Weiter untergliedert sich der Bezirk in die sieben Stadtteile Beeck, Beeckerwerth, Bruckhausen, Laar, Mittel-, Ober- und Untermeiderich.
Der Bezirk entstand aus der Zusammenlegung der alten Stadtbezirke IV (Ruhrort, Beeck, Laar, Beeckerwerth) und V (Meiderich), wobei Ruhrort ausschied und in den Bezirk Homberg/Ruhrort/Baerl eingegliedert wurde. Bruckhausen wurde aus dem Bezirk Hamborn ausgegliedert und dem Bezirk eingegliedert.
Der Bezirk liegt im Tal der Alten Emscher und seiner Nebenflüsse, die zusammen mit der Ruhr im Laufe der Jahrhunderte das Gebiet geprägt haben. Die ungezähmte ausdehnte Flusslandschaft auf der Niederterrasse des Rheins sorgte regelmäßig für Überschwemmungen, so dass die Höfe der Gegend nur auf den hochwasserfreien Anhöhen entstehen konnten.
Erst durch die Kanalisierung der Emscher und der Trockenlegung des Gebietes war es möglich, dass in der späten Hälfte des 19. Jahrhunderts die Industrie einziehen konnte. Es ist insbesondere die Stahlindustrie, die seitdem den heutigen Stadtbezirk prägt, obwohl mittlerweile viele Standorte aufgegeben wurden. So entstand auf dem ehemaligen Hüttenwerk zwischen Meiderich und Hamborn der Landschaftspark Duisburg-Nord.
Viele verlassene Industrieflächen holte sich die Natur zurück. Beispiele hierfür sind neben dem Landschaftspark Duisburg-Nord, der Hagenshof und das frühere Industriegelände Meiderich-Berg.
Daneben finden sich in dem Stadtbezirk viele verstreute Grün- und Erholungsgebiete, so die Ruhrauen des Stadtteils Beeckerwerth, der Beecker Hof, der Stadtpark und der Ingenhammshof in Meiderich.
Die Bezirksvertretung befindet sich im Stadtteil Mittelmeiderich. Gemäß Gemeindeverordnung entscheiden 17 Mitglieder in öffentlichen und nichtöffentlichen Sitzungen über die Belange des Stadtbezirks. Vorsitzender der Bezirksvertretung ist Peter Hoppe (SPD).
In Mittelmeiderich ist auch der Sportverein MSV Duisburg beheimatet.

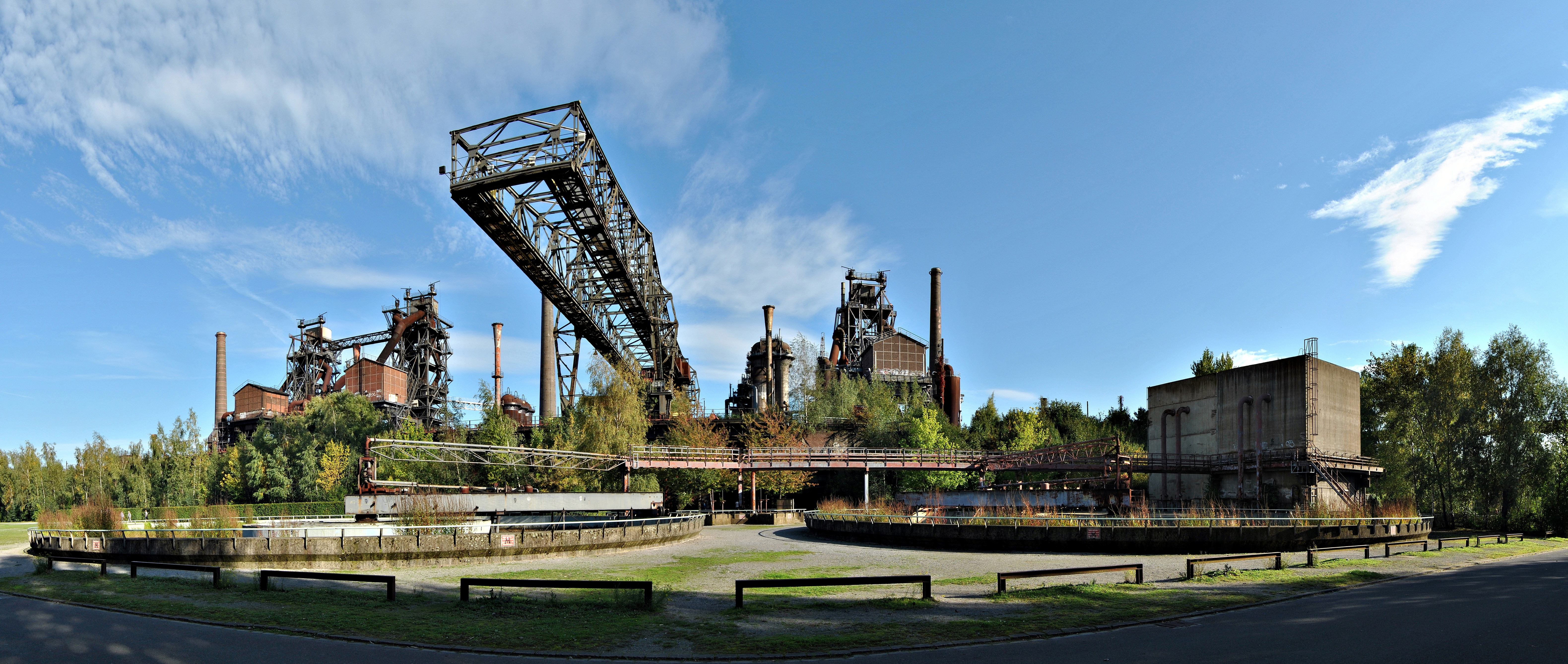
Landschaftspark Duisburg-Nord
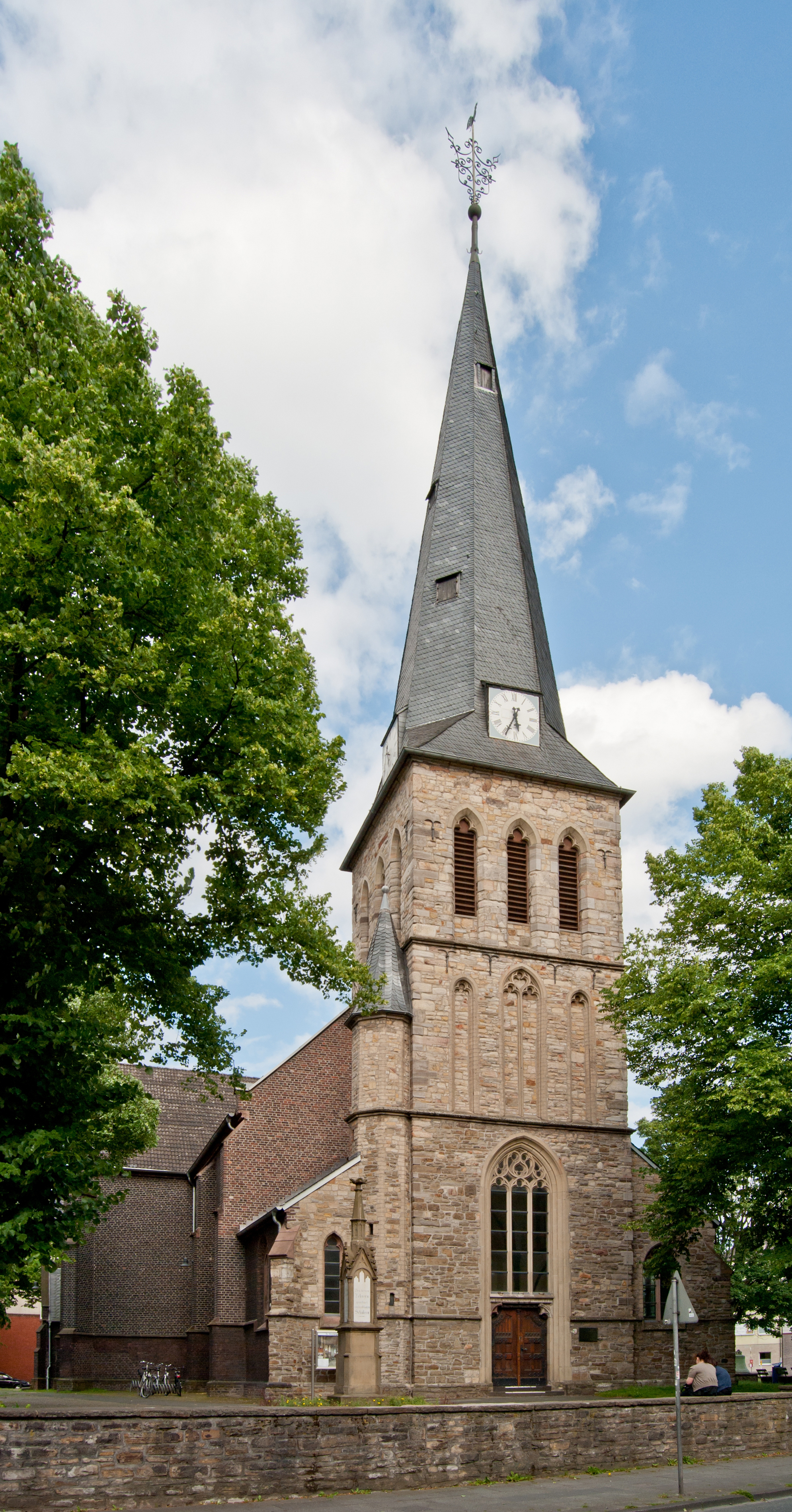
Evangelische Kirche Meiderich
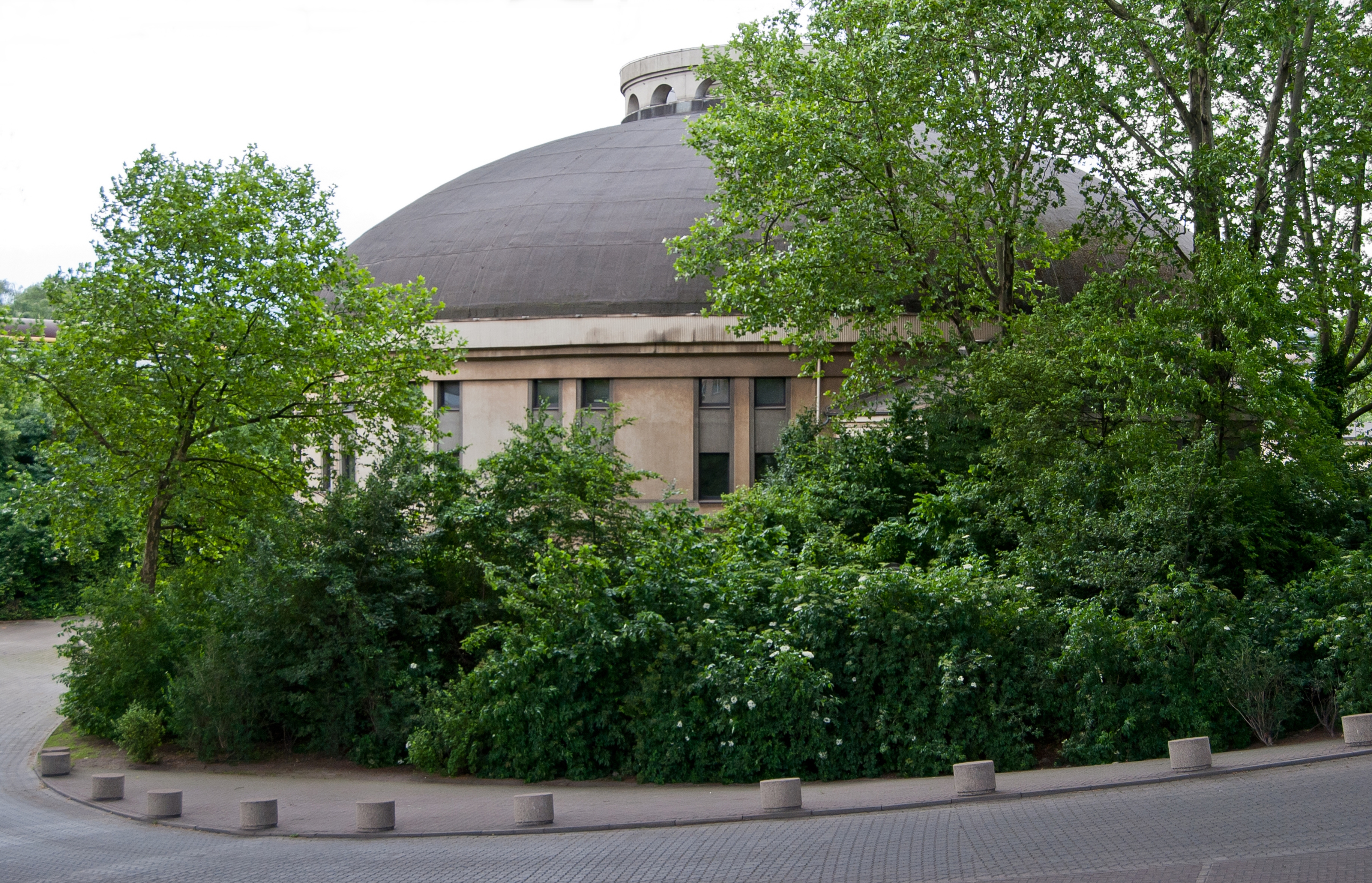
Pumpwerk Alte Emscher
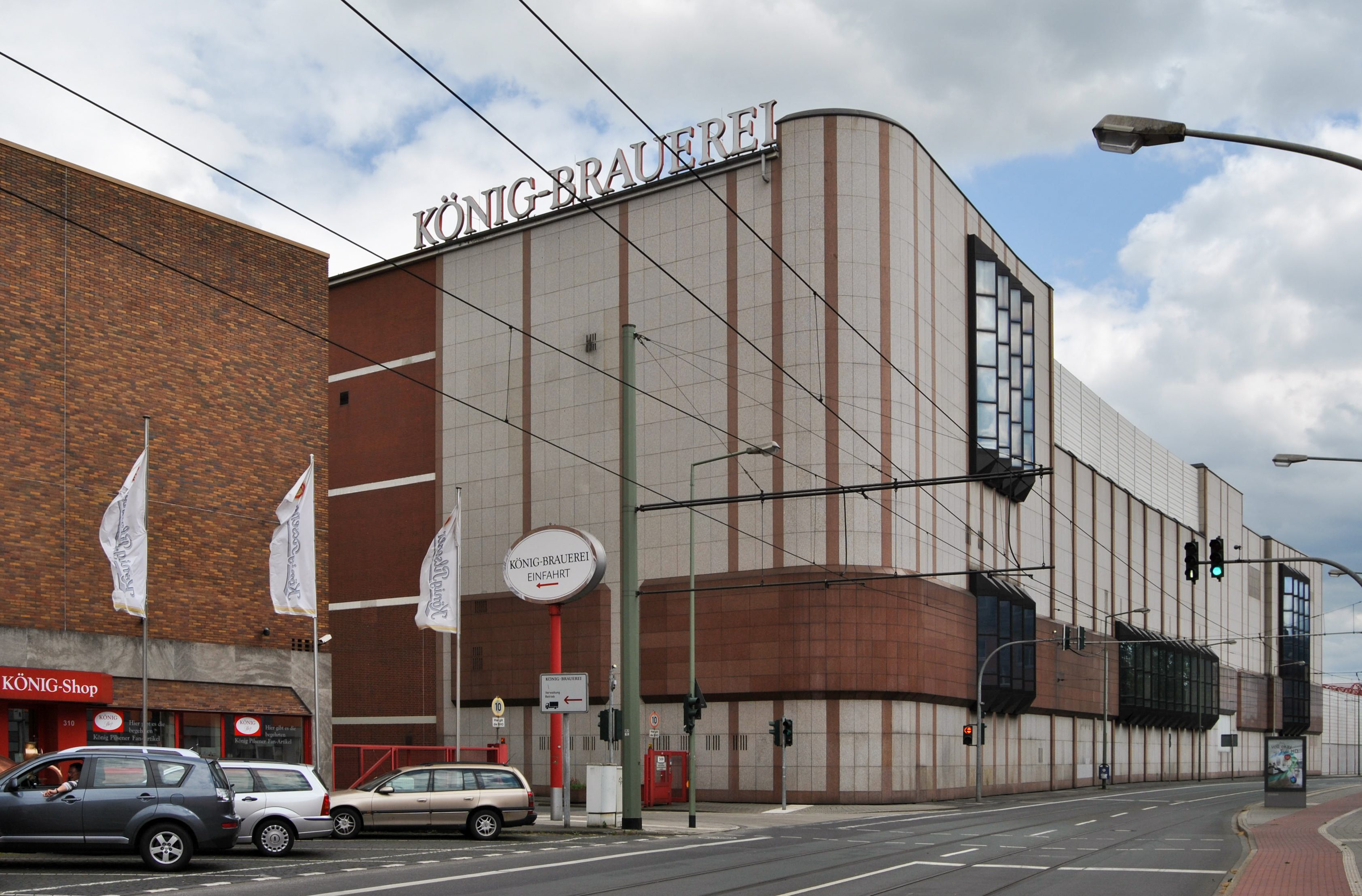
König-Brauerei

→ siehe auch: Liste der Baudenkmäler in Duisburg-Meiderich/Beeck